# فيل كولينز
فيل كولينز (بالإنجليزية: Phil Collins)‏ هو لاعب كرة قاعدة أمريكي، ولد في 27 أغسطس 1901 في شيكاغو في الولايات المتحدة، وتوفي بنفس المكان في 14 أغسطس 1948.

## وصلات خارجية
- فيل كولينز على موقع دوري كرة القاعدة الرئيسي (الإنجليزية)
- فيل كولينز على موقعبيزبول رفرنس.كوم (الدوري الرئيسي) (الإنجليزية)
- فيل كولينز على موقعبيزبول رفرنس.كوم (الدوري الثانوي) (الإنجليزية)